# Tabacundo
Tabacundo ist eine Kleinstadt und die einzige Parroquia urbana („städtisches Kirchspiel“) im Kanton Pedro Moncayo der ecuadorianischen Provinz Pichincha. Die Parroquia besitzt eine Fläche von 72,4 km². Die Einwohnerzahl der Parroquia lag im Jahr 2010 bei 16.403. Davon wohnten 10.059 Einwohner in der Kleinstadt Tabacundo.

## Lage
Die Parroquia Tabacundo liegt in den Anden im äußersten Norden der Provinz Pichincha. Im äußersten Nordwesten reicht das Verwaltungsgebiet bis zum Vulkan Mojanda mit dem Kratersee Laguna de Mojanda. Im Südosten und im Süden wird die Parroquia durch die Flüsse Río Granobles und Río Pisque. Die 2877 m hoch gelegene Stadt Tabacundo befindet sich 44 km nordöstlich der Hauptstadt Quito. Die Fernstraße E28B (Quito–Cayambe) führt an Tabacundo vorbei.
Die Parroquia Tabacundo grenzt im äußersten Nordosten an die Provinz Imbabura mit der Parroquia González Suárez (Kanton Otavalo), im Nordosten an die Parroquia Tupigachi, im Südosten an das Municipio von Cayambe (Kanton Cayambe), im Süden an die Parroquia Cangahua (Kanton Cayambe) sowie im Westen an die Parroquia La Esperanza.

## Geschichte
Am 26. September 1911 wurde der Kanton Pedro Moncayo eingerichtet und Tabacundo wurde eine Parroquia urbana und Sitz der Kantonsverwaltung.